# Maurice Celhay
Pour les articles homonymes, voir Celhay.

a Compétitions nationales et continentales officielles uniquement.

b Matchs officiels uniquement.
Maurice Celhay est un joueur français de rugby à XV, né le 17 mai 1911 à Saint-Palais (Basses-Pyrénées) et mort le 17 octobre 1980 à Bayonne, ayant joué au poste de trois-quarts centre ou ailier gauche à l'Aviron bayonnais et en sélection nationale.

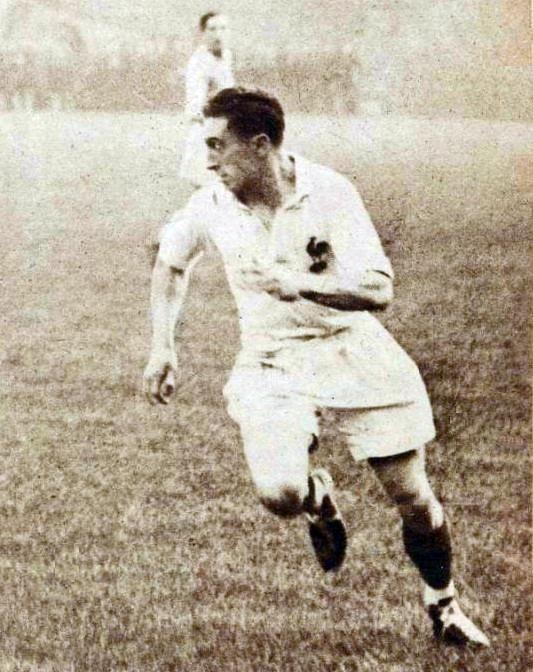
Maurice Celhay en action, 1937.

## Biographie
Profitant de sa qualité de vitesse qui le conduit à remporter de nombreuses épreuves d'athlétisme dans les catégories juniores, Maurice Celhay démarre la pratique du rugby au poste d'ailier avec l'équipe des Montagnards du Lycée de Bayonne. Il revêt la tunique de l'Aviron bayonnais à compter de 1930 et évolue au poste de centre à partir de 1940.
Doté d'un caractère réservé, Maurice Celhay fait pourtant l'unanimité auprès de ses coéquipiers, de ses adversaires, de la presse sportive et des spectateurs en raison de ses qualités athlétiques. Sa carrière fut d'une longévité exemplaire, du fait de la Seconde Guerre mondiale. Il possède le plus beau palmarès individuel du club, et fut le capitaine de son équipe lors des phases finales des championnats en 1943 et 1944.

## Palmarès

### Équipe nationale
- 6 sélections en équipe de France A, de 1935 à 1940
- Meilleur marqueur d'essais en match international (avec Adolphe Jauréguy): 4 en 1934
- Vainqueur du Tournoi européen FIRA de rugby à XV 1936
- Vainqueur du Tournoi européen FIRA de rugby à XV 1937

### Clubs
- Championnat de France de première division :
  - Champion (2) : 1934 et 1943
  - Vice-champion (1) : 1944
- Challenge Yves du Manoir :
  - Vainqueur (1) : 1936
- Coupe Nationale Pierre Faillot :
  - Finaliste (2) : 1937[3] et 1938[4] (avec l'équipe de Côte basque)